# آکیرا ایشیگامه
آکیرا ایشیگامه (انگلیسی: Akira Ishigame؛ زادهٔ ۲۰ مهٔ ۱۹۸۵) بازیکن فوتبال اهل ژاپن است.